# Église Saint-Pierre de Melle
Pour les articles homonymes, voir Église Saint-Pierre.
L'église Saint-Pierre est une église catholique située à Melle, en France.

## Localisation
L'église est située dans le département français des Deux-Sèvres, sur la commune de Melle.

## Historique
L'édifice est classé au titre des monuments historiques en 1862.

L'église Saint-Pierre a été construite en calcaire ocre au début du XIIe siècle sur l'emplacement d'un oratoire datant de 950 et dépendant de l'abbaye de Saint-Maixent. Cette première église était cernée par un cimetière carolingien.
L'église a été restaurée entre 1965 et 1966 et a retrouvé de nouvelles verrières et une nouvelle toiture.

## Architecture
Le plan de l'église est très simple : une large nef menant à un transept à bras plats sur lequel s'ouvrent deux absidioles. Ces dernières épaulent l'abside centrale du chevet. La croisée du transept est surmontée d'une tour carrée percée de quatre baies étroites et couverte d'un toit pyramidal datant de 1466.
- L'extérieur

Sa façade occidentale est très simple mais elle possède une abside et des absidioles très ornées, notamment les fenêtres dont les archivoltes sont couvertes d'une profusion de motifs géométriques.
Le flanc Sud conserve un portail latéral dont les voussures abritent les animaux de l'Apocalypse et les signes du Zodiaque. Il est surmonté d'une niche abritant une statue mutilée du Christ entouré de la Vierge et de saint Jean.
Entre le portail et la niche, court une corniche soutenue par des modillons représentant des centaures, l'Agneau Pascal, les symboles des Évangélistes...
Le chevet est aussi très décoré. Chaque fenêtre est ornée de motifs originaux : étoiles, billettes, losanges, palmettes, cylindres et sous la corniche, des masques humains, des têtes d'animaux. Un des chapiteaux d'une des fenêtres est décoré de deux paons se faisant la roue.
- L'intérieur

La nef est divisée en trois vaisseaux voutés en berceaux brisés (fait assez rare) et divisée en cinq travées par huit piliers. Ces derniers sont constitués de quatre colonnes flanquées de quatre colonnettes dont deux des plus beaux chapiteaux figurent la Mise au tombeau du Christ et le Tireur d'épine (Le thème du Tireur d'épine était populaire chez les pèlerins, marcheurs donc exposés à ces mésaventures, et qui s'extirpent par leur pèlerinage le mal du corps). D'autres chapiteaux présentent des motifs variés : un masque barbu, un ange, deux oiseaux affrontés, deux chimères, un griffon.
La croisée est surmontée d'une coupole octogonale sur trompe.
Dans le pavé de la nef l'église on trouve plusieurs pierres tombales du XVIIIe siècle.

## Galerie photos

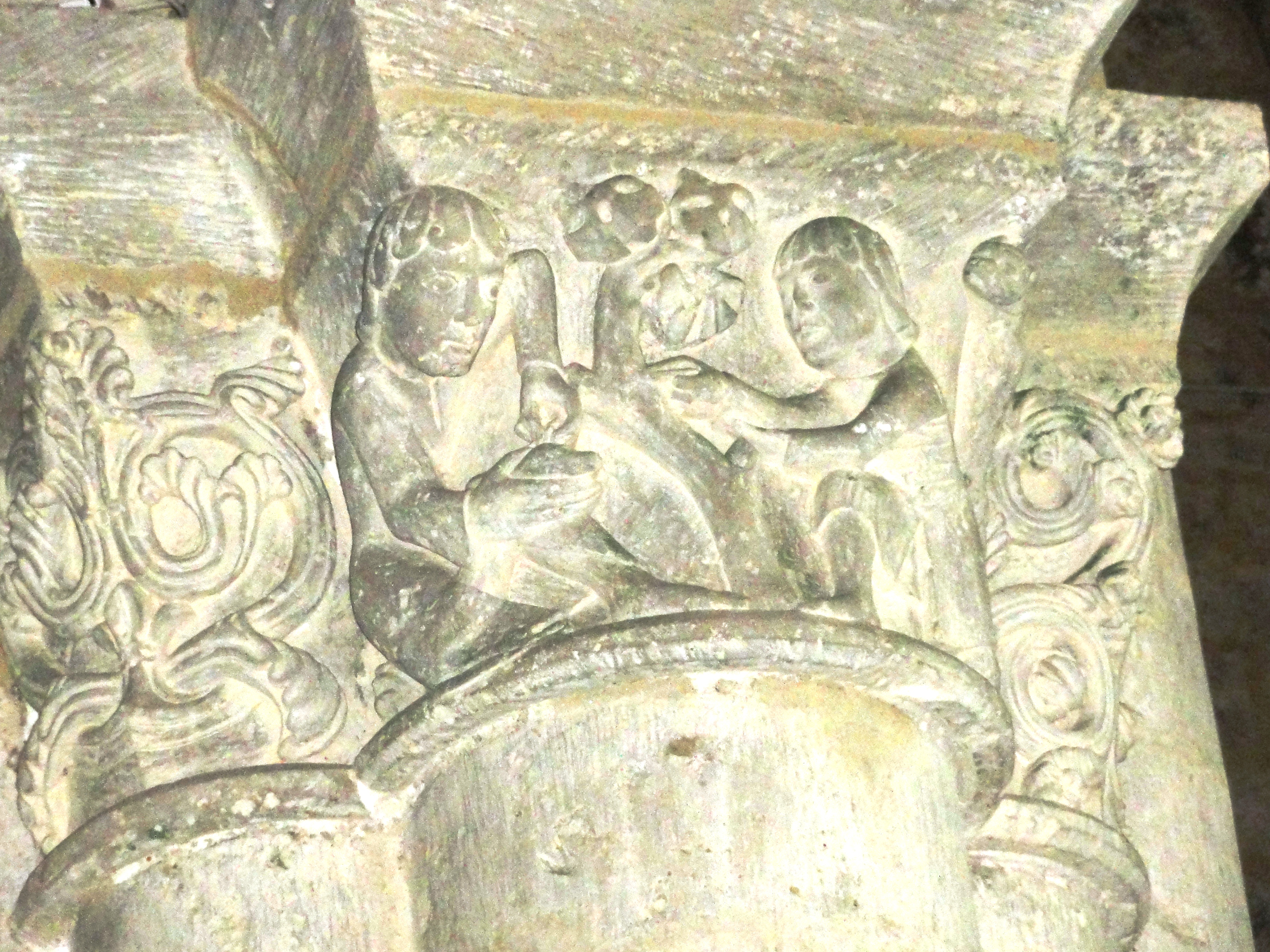
Un chapiteau.
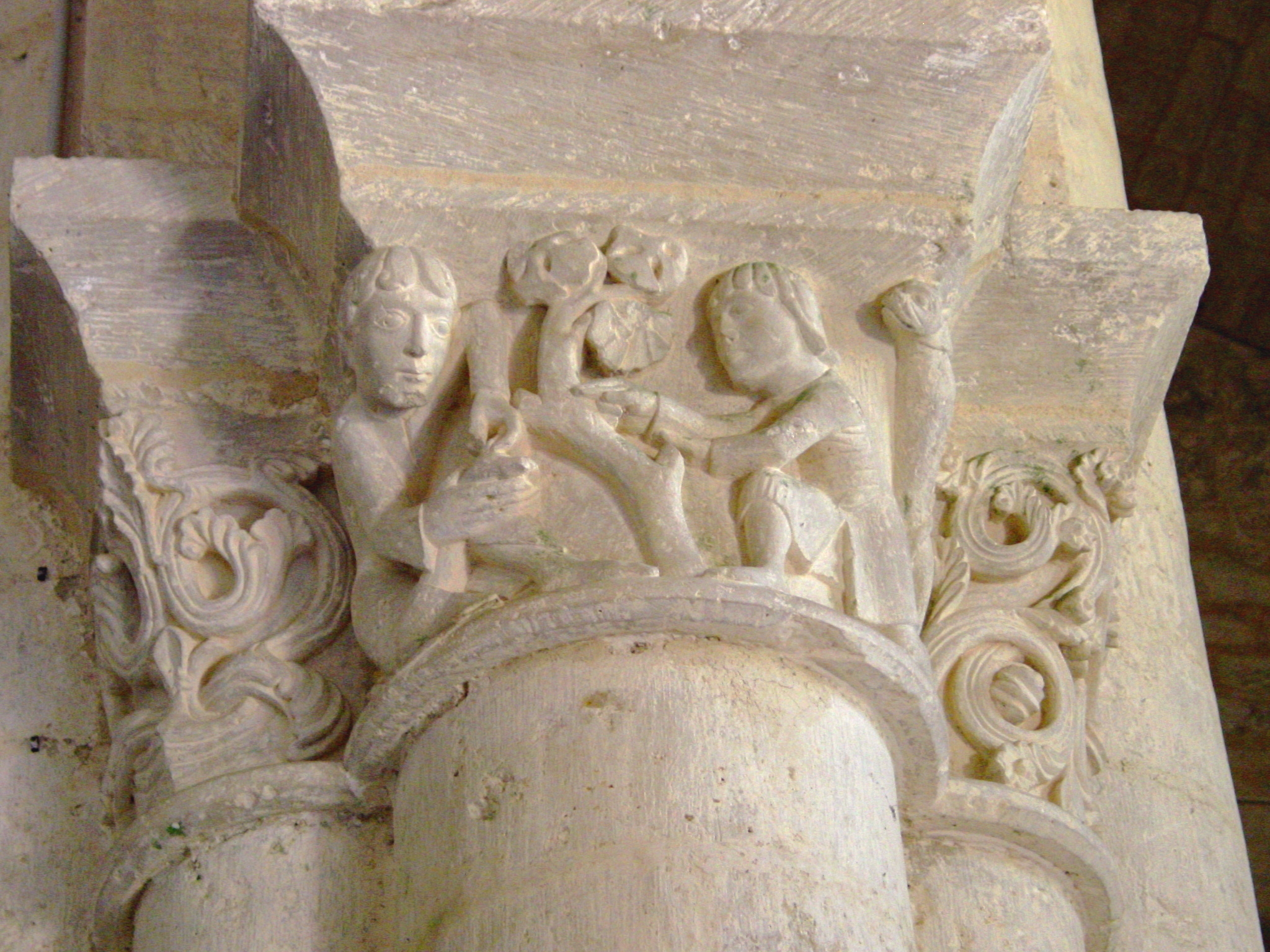
Un chapiteau.
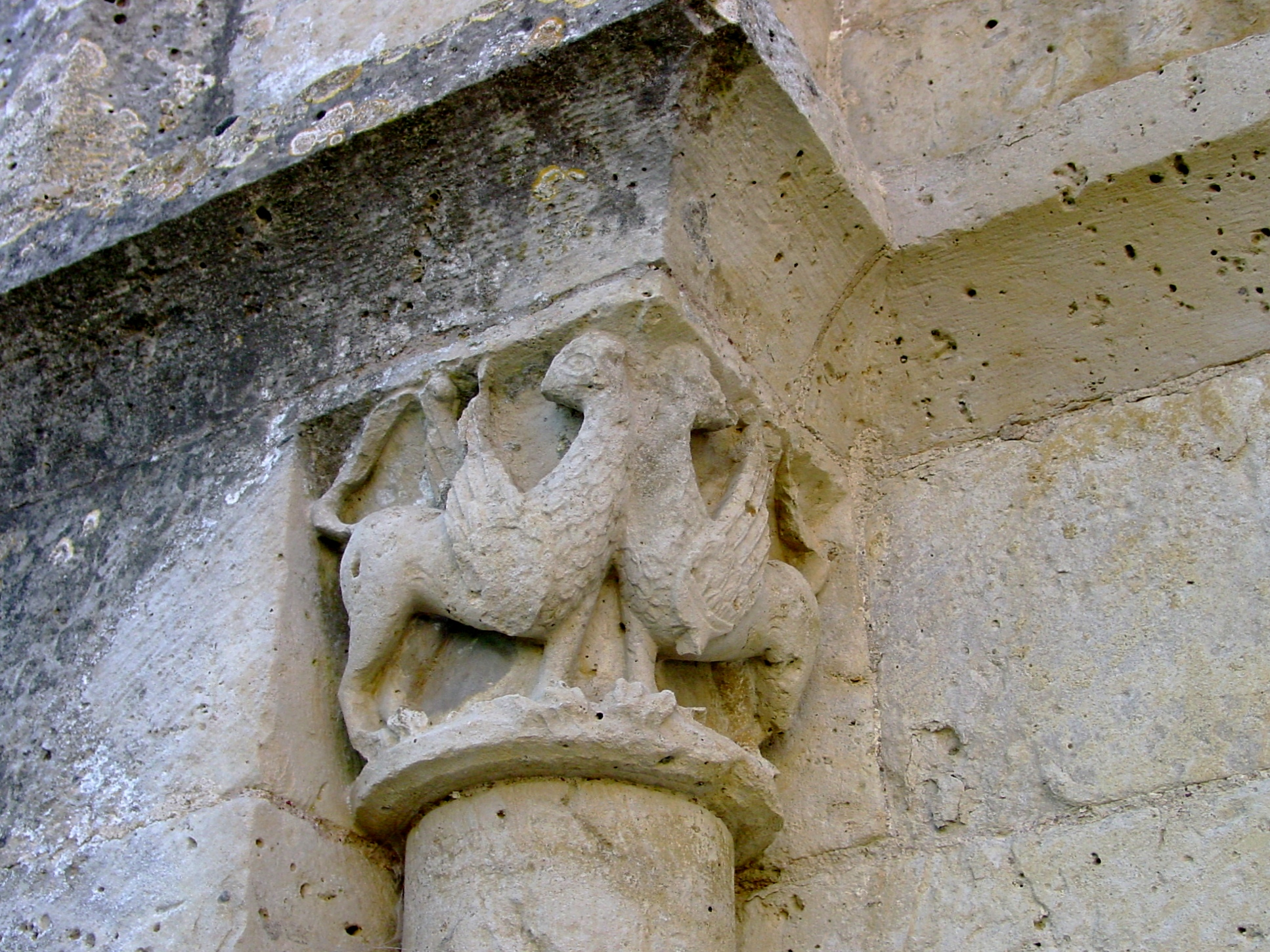
Un chapiteau extérieur.
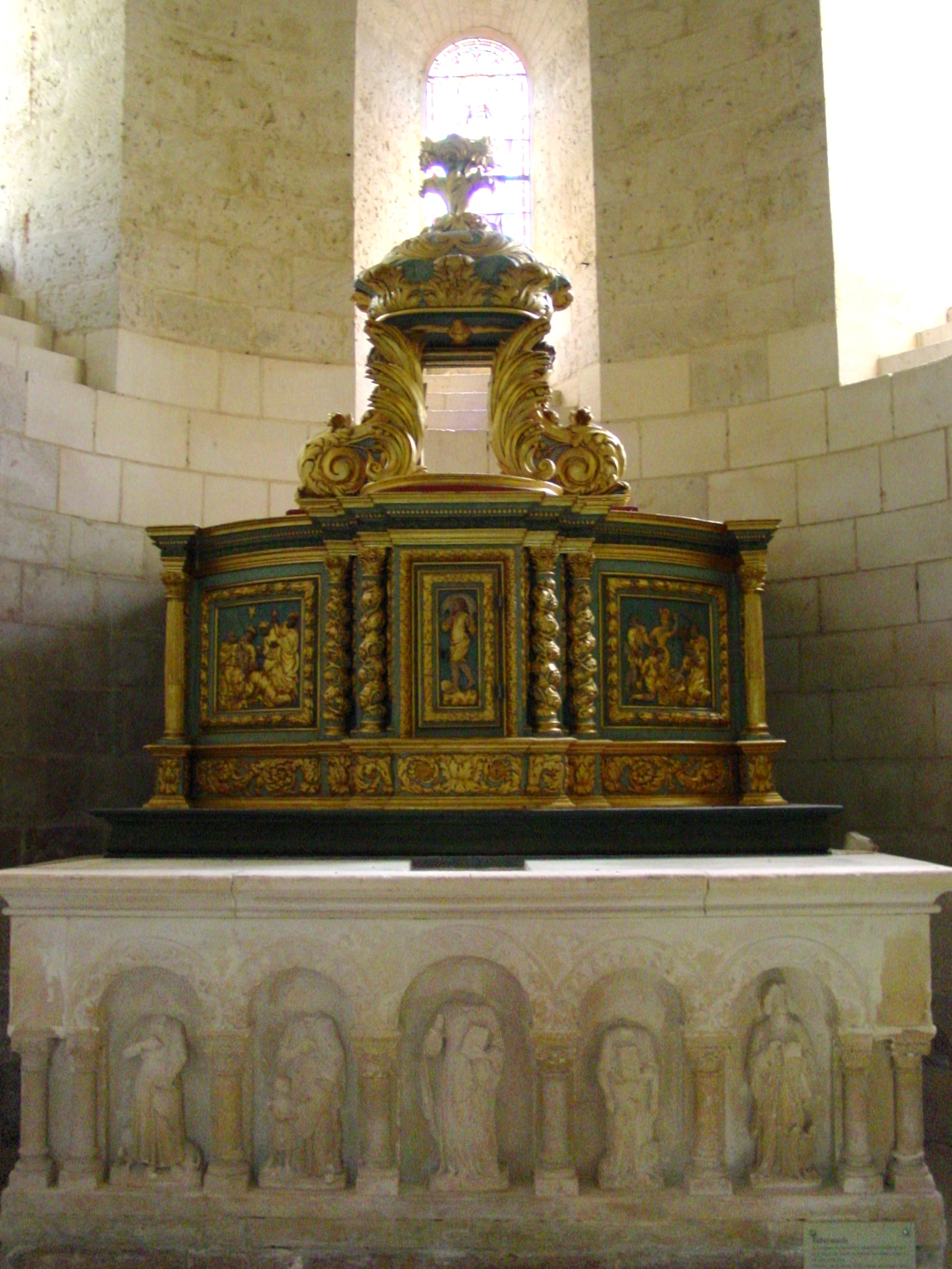
L'autel.